# 비밀과외
"비밀과외"는 한국에서 제작된 MR.엘 감독의 2013년 멜로/로맨스 영화이다. 윤상두 등이 주연으로 출연하였다.

## 출연

### 주연
- 윤상두
- 예린
- 조동혁
- 연희